# Сін Ин Чхоль
У цьому корейському імені прізвище (Сін) стоїть перед особовим ім'ям.
Сін Ин Чхоль (кор. 신은철; 26 грудня 1973) — південнокорейський боксер, бронзовий призер чемпіонату світу серед аматорів.

## Аматорська кар'єра
На чемпіонаті Азії 1995 програв у другому бою Туменцецегийн Уйтумен (Монголія).
На Олімпійських іграх 1996 переміг Джорджа Майна (Кенія) і Фабрісіо Нієва (Аргентина), а у чвертьфіналі програв майбутньому чемпіону Хосіну Солтані (Алжир) — 10-16.
На чемпіонаті Азії 1997 завоював срібну медаль, здобувши перемоги над Балакрішнан Муругутеван (Малайзія), Туменцецегийн Уйтумен (Монголія) і Асгар Алі Шах (Пакистан) та програвши у фіналі Мухаммадкадиру Абдуллаєву (Узбекистан) — 10-13.
На чемпіонаті світу 1997 завоював бронзову медаль.
- В 1/16 фіналу переміг Асканія Мілкітаса (Литва) — RSC 2
- В 1/8 фіналу переміг Хав'єра Альвареса (Аргентина) — 3(+)-3
- У чвертьфіналі переміг Руслана Мусінова (Киргизстан) — 13-6
- У півфіналі програв Олександру Малетіну (Росія) — 2-15

На Азійських іграх 1998 переміг двох суперників. а у півфіналі програв Фонгсит Веангвісет (Таїланд) — 6-14.